# 桐島りら
桐島 りら（きりしま りら、1984年10月26日 - ）は、日本の漫画家。岡山県出身。女性。血液型はO型。大阪コミュニケーションアート専門学校卒業。名古屋デザイン&テクノロジー専門学校卒業。
2007年に『キララカクメイ』が「デザート新人まんが賞」に入賞し、同作でデビュー。代表作は『トレモロレトラ』、『王子様ゲーム』、『世界の端っことあんずジャム』。

## 作品リスト

### 連載
- トレモロレトラ（『デザート』2011年1月号[4] - 4月号）
- 王子様ゲーム（『デザート』2012年3月号[5] - 6月号）
- シークレット・ガーデン（原作・キムウンスク/SBS/全面協力・NHKエンタープライズ、『THEデザート』2012年9月号 - 2013年3月号） - 韓流ドラマのコミカライズ。
- 世界の端っことあんずジャム（『デザート』2014年2月号[6] - 2016年9月号[7]）
- いじわるキラーチューン（『デザート』2017年2月号[8] - 11月号[9]）
- 添い寝だけでもいいですか？（『姉フレンド』2019年36号[10] - 2020年48号[11]）
- もね先生のなすがまま〜天才BL作家のいろんなお世話します〜（『姉フレンド』2021年53号[12] - 2023年75号[13]）
- 前世私に興味がなかった夫、キャラ変して溺愛してきても対応に困りますっ！（原作：月白セブン、『姉フレンド』2023年78号[14] - 連載中（Palcy先行掲載[15]））

### 読み切り
- キララカクメイ（『THEデザート』2008年3月号）
- マーブル雨もよう。（『THEデザート』2008年11月号）
- ふたり花火（『デザートBABY』2008年）
- 毒りんご姫（『THEデザート』2009年9月号）
- 毒りんご姫2（『THEデザート』2009年）
- 青空レター（『THEデザート』2010年5月号）
- 百年の初恋（『デザート』2013年7月号）
- くちびるは雨の匂い（『姉フレンド』3号）

### 書籍
- 『トレモロレトラ』、講談社〈KCデザート〉、2011年4月13日発売[16]、ISBN 978-4-06-365648-0 - 初単行本[16]。
- 『王子様ゲーム』、講談社〈KCデザート〉、2012年6月13日発売[17]、ISBN 978-4-06-365697-8
- 『シークレット・ガーデン』、原作・キムウンスク/SBS/全面協力・NHKエンタープライズ、講談社〈KCデラックス〉、2012年 - 2013年、全2巻
- 『世界の端っことあんずジャム』、講談社〈KCデザート〉、2014年 - 2016年、全6巻
  1. 2014年6月13日発売[18]、ISBN 978-4-06-365773-9
  2. 2014年12月12日発売[19]、ISBN 978-4-06-365797-5
  3. 2015年5月13日発売[20]、ISBN 978-4-06-365815-6
  4. 2015年11月13日発売[21]、ISBN 978-4-06-365841-5
  5. 2016年5月13日発売[22]、ISBN 978-4-06-365862-0
  6. 2016年9月13日発売[23]、ISBN 978-4-06-365877-4（『百年の初恋』『毒りんご姫』併録）
- 『いじわるキラーチューン』、講談社〈KCデザート〉、2017年、全2巻
  1. 2017年5月12日発売[24][25]、ISBN 978-4-06-365910-8
  2. 2017年12月13日発売[26]、ISBN 978-4-06-510595-5
- 『前世私に興味がなかった夫、キャラ変して溺愛してきても対応に困りますっ！』、原作：月白セブン、講談社〈KCx〉、既刊3巻（2024年8月30日現在）
  1. 2023年8月30日発売[27][28]、ISBN 978-4-06-532735-7
  2. 2024年2月29日発売[29]、ISBN 978-4-06-534606-8
  3. 2024年8月30日発売[30]、ISBN 978-4-06-536630-1

### その他
- カフェ・ド・デザート（『デザート』2008年9月号 - 2009年8月号）イラスト担当
- デザート・デビュー・ドリーム（『デザート』2010年1月号 - 12月号）イラスト担当
- 『姉フレンド』3号（2017年）表紙イラスト担当